# Samos (Hiszpania)
Samos – gmina w Hiszpanii, w prowincji Lugo, w Galicji, o powierzchni 136,77 km². W 2011 roku gmina liczyła 1556 mieszkańców.